# Ampelocissus ochracea
Ampelocissus ochracea là một loài thực vật hai lá mầm trong họ Nho. Loài này được (Merr.) Merr. miêu tả khoa học đầu tiên năm 1916.